# Culex tritaeniorhynchus
Culex tritaeniorhynchus är en tvåvingeart som beskrevs av Giles 1901. Culex tritaeniorhynchus ingår i släktet Culex och familjen stickmyggor. Inga underarter finns listade i Catalogue of Life.